# Кяйна (волость)
Кяйна (эст. Käina) — бывшая волость на западе Эстонии в уезде Хийумаа. 

## Состав волости
Административный центр — сельский посёлок Кяйна. 
В состав волости также входили 34 деревни: Аадма, Аллика, Эсикюла, Йыэкюла, Каасики, Каигутси, Кассари, Клеему, Когри, Колга, Куристе, Лахекюла, Лелу, Лигема, Лугусе, Мока, Мяэкюла, Мяэлтсе, Мяннамаа, Насва, Ниидикюла, Нымме, Ныммерга, Орьяку, Путкасте, Пярнселья, Ристивялья, Селья, Тагукюла, Татерма, Уту, Ваэмла, Виллеми, Ухтри.